# Hug I de França
Hug I de França o Hug Capet (Dourdan, 940 - Les Juifs, prop de Chartres, 24 d'octubre de 996) fou comte de París, duc de França (956 - 987), rei dels francs (987 - 996) i fundador de la dinastia dels Capets.

## Llinatges
Hug Capet fou fill d'Hug el Gran, duc dels francs, i la seva esposa Edwiga de Saxònia. Per línia paterna era net del rei Robert I de França, i per línia materna d'Enric I d'Alemanya.
Hug el Gran va morir el 16 de juny del 956, data en què el jove Hug, el germà gran dels tres fills del duc difunt, encara era menor. Tots tres van passar sota la tutela del seu oncle Brunó de Colònia, arquebisbe de Colònia, mentre que llurs «honors» van passar a les mans del welf, Hug l'Abat.

## Duc dels francs

Escut d'armes de la Dinastia Capet

Al 960 esdevingué duc dels francs, també va ser comte d'Orleans així com abat laic de Saint-Martin, de Marmoutier, Saint-Germain-des-Prés i Saint-Denis.

## Rei dels francs
Va ser elegit rei per una assemblea de grans reunits a Senlis, excloent al carolingi Carles de Lotaríngia l'1 de juny de 987 després que morís sense successió el rei carolingi Lluís V de França a causa d'un accident de caça l'any 987. Va ser coronat a Noyon el 3 de juliol de 987 per l'arquebisbe de Reims amb la qual cosa esdevé rei per dret diví. El “rei del caputxó” va inaugurar, així, la dinastia Capet que durarà fins a l'any 1328 -amb les branques col·laterals fins al 1792-, i va posar fi a la dinastia precedent malgrat que el carolingi Carles de Lotaríngia també optés al tron de França. Ara bé, tant la intervenció de l'arquebisbe de Reims així com el suport del partit imperial, contrari a la unió de la Lorena amb el regne de l'oest, perquè esdevindria un regne massa potent que podria fer ombra a l'autoritat imperial, van ser decisius perquè Hug Capet fos elegit rei tot i la legitimitat de la candidatura de Carles de Lorena.

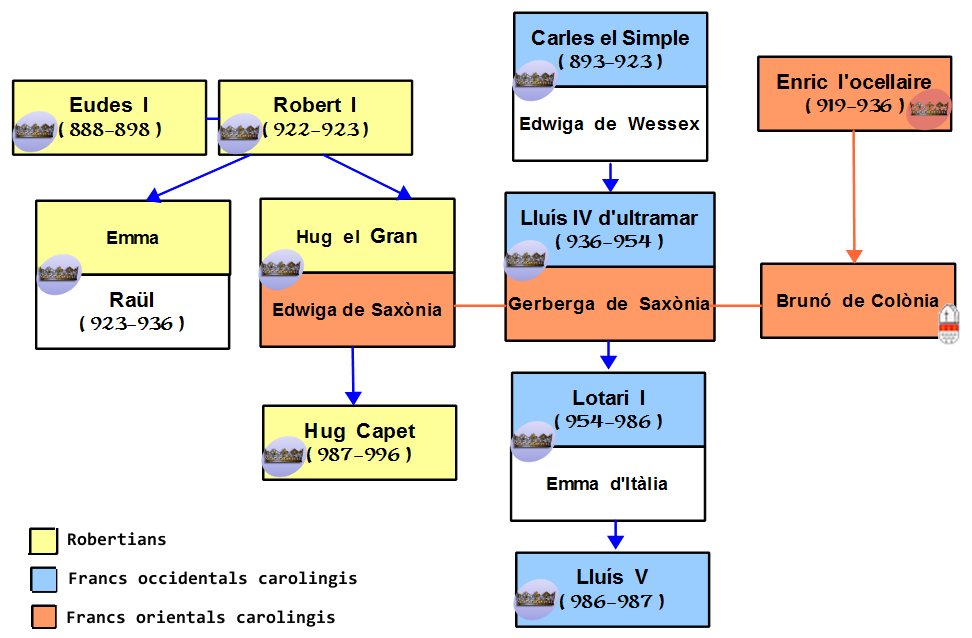
Carolingis i robertins

## Regnat d'Hug Capet

### Entorn econòmic
El seu regnat va suposar la feudalització de la moneda. La feblesa del poder reial va portar que molts bisbes, senyors i abadies encunyessin la seva pròpia moneda i es va estendre la pràctica de pesar les monedes per a comprovar el seu valor.

### Entorn eclesiàstic
La direcció d'abadies és confiada a persones laiques, amb la qual cosa la disciplina monàstica es va relaxar i el nivell cultural dels sacerdots va baixar. En contraposició aquells rars monestirs que van conservar una conducta irreprotxable rebien nombroses donacions econòmiques a canvi de cartes d'absolució, especialment post mortem Alguns monestirs, amb la seva fama, havien guanyat certa autonomia, per exemple Cluny, l'abat del qual era amic personal del rei.

### Les revoltes dels vassalls

Al nord-est els enemics del rei:Comte de Flandes, comte de Vermandois i el comte de Blois. Els aliats del rei:Comte de Normandia, casat amb la seva germana Emma i el comte d'Anjou

Hug es va trobar amb els intents d'independència dels seus vassalls de la zona entre el Sena i el Loira. El comte Thibaud de Blois, qui havia estat fidel al seu pare Hug el Gran i a canvi li havia confiat el govern de la ciutat de Laon, es va proclamar ell mateix, comte de Blois, va fer fortificar les principals viles i va cercar el suport de Chartres i Châteaudun.
Carles de Lorena havia intentar ser escollit rei de França a la mort del darrer dels carolingis, Lluís V de França, però el bisbe Adalberó de Reims l'havia desprestigiat en una reunió amb els grans senyors en què va exposar el caràcter traïdor de Carles acusant-lo de diferents càrrecs : intent d'usurpar la corona (978), aliar-se amb Otó II i de difamar la seva cunyada acusant-la d'adúltera la reina Emma d'Itàlia. Durant el regnat d'Hug, Carles es va fer fort a Laon i el rei va haver de muntar un setge a la ciutat. Llavors va morir el bisbe Adalberó i Hug va nomenar per a substituir-lo Arnoul, un fill il·legítim del difunt Lotari de França, esperant que es posaria de la seva banda, però aquest va lliurar Reims a Carles de Lorena. Hug només va rebre el suport d'Eudes I de Blois. Un cop guanyada la ciutat va fer jutjar Arnoul per un concili a Saint-Basle-de-Verzy (el 18 i 19 de juny del 991), que el va deposar i al seu lloc va nomenar Gerbert d'Aurillac.
L'any 991 es va formar una coalició entre el rei, el comte d'Anjou i el duc de Normandia per tal de vèncer la rebel·lió d'Eudes de Blois. Entre tots van guanyar la ciutat de Melun, però Eudes va reprendre les armes i es va apoderar de Nantes, que seria alliberada pel d'Anjou Fulques Nerra.
Inquiets per les ànsies de poder del comte d'Anjou, Ricard I de Normandia, Eudes de Blois i Balduí IV de Flandes es van aliar contra ell (995-996). El conflicte es veuria interromput per la mort d'Eudes el març del 996 i definitivament per la mort d'Hug Capet a final d'octubre del mateix any.

### Els ducats silenciosos
Entre totes aquestes lluites contra el rei Hug, van haver comtats que es van mantenir al marge.

El comtat de la Bretanya perquè gaudia d'una certa autonomia. 
El comtat d'Aquitània tampoc va causar problemes. La germana del comte d'Aquitània estava casada amb Hug.
El comtat de Borgonya estava dirigit pel germà del rei Enric Odó.

## Matrimoni i descendència

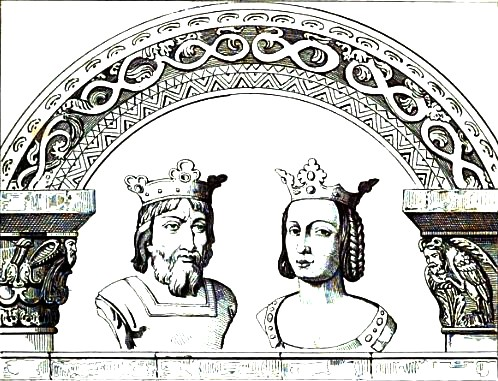
Hug Capet i Adelaida d'Aquitània

Hug Capet es va casar l'any 968 amb Adelaida d'Aquitània, filla de Guillem III d'Aquitània. D'aquest matrimoni van néixer tres fills.
- Gisel·la de França (970-v 1000), casada amb Hug I de Ponthieu
- Edwige de França (969 - 1013), casada vers el 996 amb Rainier IV d'Hainaut i posteriorment amb Hug III de Dasbourg
- Robert el Pietós (972 - 1031), rei de França

Tingué un fill il·legtítim conegut com a Guaslí de França (?-1030), arquebisbe de Bruges

## Successió
Igualment que el rei Lotari I, el primer capet va fer elegir i va coronar rei de tot el domini reial el seu hereu, Robert, a final de l'any 987 amb la qual cosa evità les lluites dinàstiques entre germans que havien estat molt freqüents durant les dinasties merovíngia i carolíngia. Hug Capet va morir prop de Chartres, sent enterrat posteriorment a la catedral de Saint-Denis.
| Cronologia dels reis de França, reis dels Francesos i emperadors dels Francesos del 987 a 1870 |

| 987 | 987       | 996       | 996       | 1031      | 1031    | 1060    | 1060    | 1108    | 1108     | 1137     | 1137      | 1180      | 1180     | 1223     | 1223       | 1226       | 1226 |
|     | Hug Capet | Hug Capet | Robert II | Robert II | Enric I | Enric I | Felip I | Felip I | Lluís VI | Lluís VI | Lluís VII | Lluís VII | Felip II | Felip II | Lluís VIII | Lluís VIII |      |

| 1226 | 1226     | 1270     | 1270      | 1285      | 1285     | 1314     | 1314    | 1316    | 1316   | 1316   | 1316    | 1322    | 1322      | 1328      | 1328     | 1350     | 1350 |
|      | Lluís IX | Lluís IX | Felip III | Felip III | Felip IV | Felip IV | Lluís X | Lluís X | Joan I | Joan I | Felip V | Felip V | Carles IV | Carles IV | Felip VI | Felip VI |      |

| 1350 | 1350    | 1364    | 1364     | 1380     | 1380      | 1422      | 1422       | 1461       | 1461     | 1483     | 1483        | 1498        | 1498      | 1515      | 1515       | 1547       | 1547     | 1559     | 1559 |
|      | Joan II | Joan II | Carles V | Carles V | Carles VI | Carles VI | Carles VII | Carles VII | Lluís XI | Lluís XI | Carles VIII | Carles VIII | Lluís XII | Lluís XII | Francesc I | Francesc I | Enric II | Enric II |      |

| 1559 | 1559        | 1560        | 1560      | 1574      | 1574      | 1589      | 1589     | 1610     | 1610       | 1643       | 1643      | 1715      | 1715     | 1774     | 1774      | 1792      | 1792 |
|      | Francesc II | Francesc II | Carles IX | Carles IX | Enric III | Enric III | Enric IV | Enric IV | Lluís XIII | Lluís XIII | Lluís XIV | Lluís XIV | Lluís XV | Lluís XV | Lluís XVI | Lluís XVI |      |

| 1792 | 1792 | 1804 | 1804      | 1814      | 1814        | 1824        | 1824     | 1830     | 1830          | 1848          | 1848 | 1852 | 1852        | 1870        | 1870 |
|      | -    | -    | Napoleó I | Napoleó I | Lluís XVIII | Lluís XVIII | Carles X | Carles X | Lluís Felip I | Lluís Felip I | -    | -    | Napoleó III | Napoleó III |      |